# Куракіно (Сернурський район)
Кура́кіно (рос. Куракино, марій. Куракин) — присілок у складі Сернурського району Марій Ел, Росія. Входить до складу Кукнурського сільського поселення.

## Населення
Населення — 71 особа (2010; 76 у 2002).
Національний склад (станом на 2002 рік):
- марі — 99 %